# Princ Louis Cambriški
Princ Louis Valižanski (rojstno ime Louis Arthur Charles), valižanski princ, * 23. april 2018
Princ Louis Valižanski je član rodbine Windsor, angleške kraljeve družine. Je tretji in najmlajši otrok Williama, valižanskega princa, in Catherine, valižanske princese ter vnuk Karla III. in Diane, valižanska princesa. Trenutno je četrti v vrsti za prevzem kraljevega prestola.